# UniPers
UniPers, également appelé Pârsiye Jahâni (littéralement Persan mondial) par ses créateurs, est un système de notation du persan basé sur l'alphabet latin. Il contient, en plus de l'alphabet de base, les lettres supplémentaires : Â/â, Š/š, Ž/ž, et une apostrophe.
| A a  | Â â  | B b | C c  | D d | E e | F f | G g | H h | I i |
| ---- | ---- | --- | ---- | --- | --- | --- | --- | --- | --- |
| /æ/  | /ɑː/ | /b/ | /tʃ/ | /d/ | /e/ | /f/ | /ɡ/ | /h/ | /i/ |
| J j  | K k  | L l | M m  | N n | O o | P p | Q q | R r | S s |
| /dʒ/ | /k/  | /l/ | /m/  | /n/ | /o/ | /p/ | /ɣ/ | /ɾ/ | /s/ |
| Š š  | T t  | U u | V v  | W w | X x | Y y | Z z | Ž ž | ’   |
| /ʃ/  | /t/  | /u/ | /v/  | /w/ | /χ/ | /j/ | /z/ | /ʒ/ | /ʔ/ |